# Andrzej Poniatowski

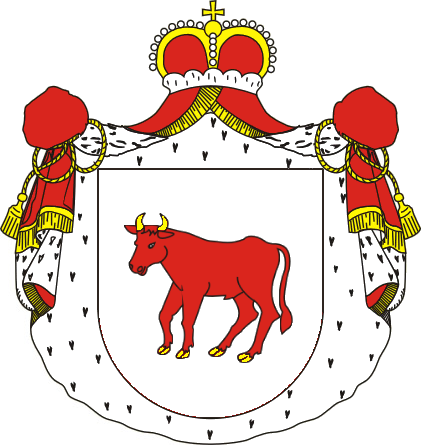
Stemma dei Poniatowski

Conte Andrzej Poniatowski (Chojnik, 16 luglio 1735 – Vienna, 3 marzo 1773) è stato un nobile e generale polacco naturalizzato austriaco.

## Biografia
Nacque il 16 luglio 1735 a Chojnik, figlio del conte Stanisław Poniatowski, castellano di Cracovia, e della principessa Konstancja Czartoryska, figlia del principe Kazimierz Czartoryski e della contessa Izabella Elzebieta Morsztyn, figlia del poeta conte Jan Andrej Morsztyn, e la sua famiglia era una delle più antiche della szlachta, la nobiltà polacca.
Il conte Poniatowski era fratello minore del futuro re di Polonia, Stanislao II Augusto, e a differenza dei suoi fratelli maggiori e del minore Michal Jerzy, che vennero educati in un monastero presso Cracovia, lui e Stanislao ricevettero una raffinata educazione negli ambienti colti francesi sotto la reggenza di Filippo II d'Orléans. Dopo aver compiuto ampi studi in Francia, Poniatowski scelse di intraprendere la carriera militare e, dopo essere stato nominato starosta di Pieńsk, sfruttò la graduale ascesa del fratello al trono per ricevere gradi militari di grande importanza, che per altro, pur non avendo mai preso parte ad una vera e propria guerra, meritava grazie alle sue grandi capacità di stratega militare, che aveva rivelato pubblicando alcuni volumi scritti da lui sull'argomento.
Nel 1760 venne quindi promosso tenente generale e quell'anno, a causa di uno scandalo sentimentale con una dama d'alto rango, che portò ad un duello in cui Poniatowski uccise il rivale, fu costretto a lasciare la Polonia per l'Austria, mettendosi al servizio nelle armate di Giuseppe II, nelle quali si distinse durante la guerra dei sette anni, meritandosi il grado di feldmaresciallo, e spinse l'imperatore ad aiutare il fratello contro i nemici interni per prendere possesso della corona, purtroppo con scarso successo effettivo, tornando in Polonia per supportare Stanislao nella lotta per il trono. Nel 1766 era stato insignito dell'ordine dell'Aquila bianca.
Sposò a Vienna la contessa austriaca Maria Theresa Kinsky von Wchinitz und Tettau, figlia del conte Leopold-Ferdinand von Kinsky-Wchinitz und Tettau, dalla quale ebbe due figli: la principessa Maria Teresa Poniatowska e il principe Józef Antoni Poniatowski.
Il principe Jòzef si distinse come ufficiale dell'esercito francese durante le guerre napoleoniche, fino ad essere nominato Maresciallo dell'Impero e annegò nell'Elba al termine della campagna di Sassonia del 1813.